# 916
916(구백십육)은 915보다 크고 917보다 작은 자연수다.

## 수학
- 합성수로, 그 약수는 1, 2, 4, 229, 458, 916이다. 진약수의 합은 694이므로, 916은 부족수다.

## 과학
- NGC 916: 양자리 방향에 있는 렌즈형은하.
- 916 아메리카(영어판): 소행성.

## 교통

### 철도
- 서울 지하철 9호선 샛강역의 역번호.

### 도로
- 916번 지방도: 경상북도 김천시 아포읍에서 안동시 풍산읍까지 이어지는 대한민국의 지방도.
- 916번 홋카이도도(일본어판): 홋카이도 후카가와시 내를 관통하는 일본의 도도.

## 문화유산
- 대한민국의 보물 제916호: 보은 법주사 원통보전

## 기타
- 날짜: 9월 16일
- 연도: 916년, 기원전 916년
- 916: 대한민국의 가수.